# Listă de biserici din București
Acest articol conține o listă a tuturor bisericilor din București, ordonată după confesiune.

## Biserici ortodoxe

### Biserici ortodoxe bulgare
- Biserica Bulgară Sf. Ilie Proorocul, Str. Doamnei nr. 18, Sectorul 3

### Biserici ortodoxe grecești
- Biserica Greacă din București, Bd. Pache Protopopescu nr. 1-3, Sectorul 2

### Biserici ortodoxe ruse
- Biserica Sfântul Nicolae (Rusă), ridicată la 1909, Str. Ion Ghica nr. 9, Sectorul 3

## Biserici anglicane
- Biserica Anglicană din București, Str. Artur Verona, nr. 2a

## Biserici armenești
- Biserica Armenească din București, Bd. Carol I nr. 43, Sectorul 2

## Biserici catolice

### Biserici române unite cu Roma (greco-catolice)
- Biserica Greco-Catolică Acvila, Str. Sirenelor nr. 39/Str. Acvila
- Biserica Sf. Vasile cel Mare din strada Polonă, Str. Polonă nr. 50
- Capela fostului Institut Bizantin, str. Cristian Tell nr. 18B, Sectorul 1

### Biserici romano-catolice
- Biserica Bărăția, Bd. I.C. Brătianu nr. 27, Sectorul 3
- Biserica Italiană, Bd. Nicolae Balcescu nr. 28, Sectorul 1
- Biserica Sfântul Anton din București, Str. Magnoliei nr. 113, Sectorul 2
- Biserica Romano-Catolică Adormirea Maicii Domnului, Drumul Taberei nr. 38-42, Sectorul 6
- Biserica Romano-Catolică Preasfânta Inimă a lui Isus (Biserica Sacré Coeur) (Biserica Franceză), Str. Căpitan Demetriade nr. 3, Sectorul 1
- Biserica Romano-Catolică Sfânta Cruce, Șos. Mihai Bravu nr. 259, Sectorul 3
- Biserica Sf. Elena, Str. Cuza Vodă nr. 102, Sectorul 4
- Biserica Romano-Catolică Sfânta Fecioară Maria Îndurerată, Str. Liniștei nr. 13, Sectorul 1
- Biserica Romano-Catolică Sfânta Fecioară Maria Regină -Cioplea, Construită în 1813, Str. Râmnicu Sărat nr. 3-5, Sectorul 3
- Biserica Romano-Catolică Sfânta Tereza, Șos. Olteniței nr. 3-5, Sectorul 4
- Biserica Romano-Catolică Sfântul Francisc de Assisi, Aleea Lacul Morii nr. 1A, Sectorul 6
- Biserica Romano-Catolică Sfinții Apostoli Petru și Pavel, Str. Pechea nr. 16, Sectorul 1
- Capela Nunțiaturii Apostolice a Sfântului Scaun, Str. Constantin Stahi nr. 5-7
- Catedrala Romano-Catolică Sfântul Iosif, Str. General Berthelot nr. 19, Sectorul 1

## Biserici reformate (calvine)
- Biserica Calvineum din București, Str. Luterană nr. 13 bis, Sectorul 1
- Biserica Reformată II, Șos. Viilor nr. 97, Sectorul 5

## Biserici evanghelice (luterane)
- Biserica Evanghelică C.A. București (slujbele în limba germană), Str. Luterană nr. 2, Sectorul 1
- Biserica Lutherană (slujbele în limbă maghiară și română), Str. Badea Cârțan nr. 10, Sectorul 2

## Biserici Adventiste
- Uniunea Română, Str. Erou Iancu Nicolae 38-38A, Voluntari
- Conferința Muntenia, Str. Negustori 15, București
- Biserica Adventistă de Ziua a Șaptea Balta Albă, str. Ticus 7
- Biserica Adventistă de Ziua a Șaptea Bellu, str. Ing. Ștefan Hepites 21A
- Biserica Adventistă de Ziua a Șaptea Brâncoveanu, str. Râul Mara 8
- Biserica Adventistă de Ziua a Șaptea de Centură, Șoseaua Aeroportului 120-130
- Biserica Adventistă de Ziua a Șaptea Crinul, str. Crinului 59
- Biserica Adventistă de Ziua a Șaptea Cuza Vodă, str. Cuza-Vodă 141A
- Biserica Adventista de Ziua a Saptea Dynamis, str. Gheorghieni 7
- Biserica Adventistă de Ziua a Șaptea Foișor, str. Vasile Stroescu 13
- Biserica Adventista de Ziua a Saptea Invingatori, str. Dem Teodorescu 17
- Biserica Adventistă de Ziua a Șaptea Labirint, str. Labirint 116
- Biserica Adventistă de Ziua a Șaptea Mahanaim, str. Vitan Bârzești 11
- Biserica Adventistă de Ziua a Șaptea Maranatha, str. Vasile Gherghel 81
- Biserica Adventistă de Ziua a Șaptea Militari, str. Apostol Constantin 14
- Biserica Adventistă de Ziua a Șaptea Noul Grant, str. Lucăcești 32
- Biserica Adventistă de Ziua a Șaptea Popa Tatu, str. Popa Tatu 38
- Biserica Adventistă de Ziua a Șaptea Tei, str. Scheiul de Jos 25
- Biserica Adventistă de Ziua a Șaptea Speranța, str. Biserica Amzei nr. 5-7, Sectorul 1
- Biserica Adventistă de Ziua a Șaptea Grupa din Drumul Taberei, Prelungirea Ghencea 27

## Biserici Baptiste
- Biserica Baptistă - Adonai, Calea Crângași, nr. 87, sect. 6, București, et. 4 (Itaoui Center)
- Biserica Baptistă - Agape, Str. Plutonier Topor Ion nr. 18, Sectorul 6
- Biserica Baptistă - Betania, Str. Popa Rusu nr. 22, Sectorul 2
- Biserica Baptistă - Emanuel, Intrarea Gilăului nr 11-13, Sectorul 4
- Biserica Baptistă - Golgota, str. Nicolae Titulescu nr. 56A, Sectorul 1
- Biserica Baptistă - Harul, B-dul Liviu Rebreanu nr. 50-54, Sectorul 3
- Biserica Baptistă - Isus Mantuitorul, Str. Dâmboviței nr. 9-11, Sectorul 6
- Biserica Baptistă - Nădejdea, Str. Luduș, nr. 4, Sectorul 6
- Biserica Baptistă - Privegherea, Str. Chilioara nr. 18, Sectorul 3
- Biserica Baptistă - Providența, Str. Talazului nr. 18, Sectorul 5
- Biserica Baptistă - Sfânta Treime, Str. Prof. Iuliu Valaori nr. 20, Sectorul 3

## Biserici Creștine după Evanghelie
- Biserica Filadelfia, Str. Stelea Spătarul 6, Sectorul 3, www.philadelphia.com.ro Arhivat în 7 iulie 2018, la Wayback Machine. (Zona Str. Sfânta Vineri - Templul Evreiesc)
- Biserica Izvorul Speranței, Str. Zalomnit 6
- Biserica Lumina, Șos. Andronache 60A, Sectorul 2
- Biserica Diakonia, Str. Grigore Ionescu 100, Sectorul 2, www.biserica-diakonia.ro
- Biserica Izbanda, Str. Nicolae Oncescu 23, Sectorul 6, www.izbanda.ro
- Biserica Antiohia, Str. Episcop Radu 53-55, Sectorul 2,www.biserica-antiohia.ro
- Biserica Crestina dupa Evanghelie Aviatiei, Str. Cerceilor 4, Sectorul 1, Cartier Aviatiei
- Biserica Crestina dupa Evanghelie “Muncii”, Str. Slaniceanu N. Ing. 8, Sectorul 2
- Biserica Crestina dupa Evanghelie  “Valtoarei”, Str. Valtoarei, Sectorul 5
- Biserica Agape, str. Siminocului 25, Sectorul 3

## Biserici Evanghelice
- Biserica Evanghelică Română, Str. Dr. Carol Davila nr. 48, Sectorul 5
- Biserica Evanghelică Română, Str. Florarilor nr. 15, Sectorul 5
- Biserica Evanghelică Română, Str. Plaiul Muntelui nr. 21, Sectorul 1
- Biserica Evanghelică Română, Str. Caporal Marcu Zamfir nr. 27, Sectorul 2
- Biserica Evanghelică Română, Str. Prof. Dr. Anton Colorian nr. 61-63, Sectorul 4

## Biserici Penticostale
- Biserica Penticostală Emanuel, Str. Cuza Vodă nr. 116, Sectorul 4
- Biserica Penticostală Filadelfia, Str. Mihail Sebastian nr. 43, Sectorul 5
- Biserica Penticostală Vestea Bună, Str. Popa Nan nr. 106, Sectorul 3
- Biserica Penticostală Betel, Str. M-ții Gurghiului nr. 55B, Sectorul 6
- Biserica Penticostală Elim , str. Aleea Lacul Morii, nr.3, Sectorul 6 (Militari)
- Biserica penticostală Izvorul Mântuirii, Bd. Laminorului nr.66, Sectorul 1 (Bucureștii-Noi)
- Biseria Penticostala "BETANIA",str Gheorghe Asachi nr 16, sector 5 (cartier Tudor Vladirescu)
- Biserica Penticostala ELIM, Str. Popasului 82b,Voluntari, Ilfov
- Biseria Penticostala "BETANIA",str Nita Pintea nr5 (Pipera) Ilfov